# Полторацька Анастасія Вікторівна
Полторацька Анастасія Вікторівна (нар. 4 квітня 1988) — колишня російська тенісистка.
Найвищу одиночну позицію світового рейтингу — 277 місце досягла 6 липня 2009, парну — 145 місце — 17 серпня 2009 року.
Здобула 6 парних титулів туру ITF.

## Фінали ITF
| турніри $75,000 |
| турніри $50,000 |
| турніри $25,000 |
| турніри $10,000 |

### Одиночний розряд: 5 (0–5)
| Результат | Ранг | Дата            | Місце                     | Покриття   | Суперниця            | Рахунок       |
| --------- | ---- | --------------- | ------------------------- | ---------- | -------------------- | ------------- |
| Поразка   | 1.   | 28 січня 2007   | ITF Галл, Велика Британія | Тверде (i) | Катержина Крамперова | 6–7(4–7), 3–6 |
| Поразка   | 2.   | 4 березня 2007  | ITF Сан-Бой, Іспанія      | Ґрунт      | Кароліна Косіньська  | 5–7, 3–6      |
| Поразка   | 3.   | 11 березня 2007 | ITF Сабадель, Іспанія     | Ґрунт      | Ребека Боу Ногейро   | 3–6, 2–6      |
| Поразка   | 4.   | 6 травня 2007   | ITF Макарська, Хорватія   | Ґрунт      | Маша Зец-Пешкірич    | 3–6, 3–6      |
| Поразка   | 5.   | 24 травня 2009  | ITF Москва, Росія         | Ґрунт      | Аріна Родіонова      | 6–7(4–7), 4–6 |

### Парний розряд: 18 (6–12)
| Результат | Ранг | Дата              | Місце                             | Покриття   | Партнерка                | Суперниці                                  | Рахунок               |
| --------- | ---- | ----------------- | --------------------------------- | ---------- | ------------------------ | ------------------------------------------ | --------------------- |
| Поразка   | 1.   | 7 травня 2006     | ITF Борнмут, Велика Британія      | Ґрунт      | Майя Гаверова            | Марріт Бонстра Бібіане Веєрс               | 4–6, 6–1, 4–6         |
| Перемога  | 1.   | 12 серпня 2006    | ITF Москва, Росія                 | Ґрунт      | Родіонова Аріна Іванівна | Анастасія Пивоварова Юлія Солоницька       | 6–0, 6–2              |
| Поразка   | 2.   | 25 листопада 2006 | ITF Ramat Hasharon, Ізраїль       | Тверде     | Юлія Солоницька          | Марлот Медденс Нікол Тіссен                | 3–6, 1–6              |
| Поразка   | 3.   | 5 травня 2007     | ITF Макарська, Хорватія           | Ґрунт      | Магдалена Кіщиньська     | Марі Андерссон Надя Рома                   | w/o                   |
| Перемога  | 2.   | 7 квітня 2007     | ITF Цавтат, Хорватія              | Ґрунт      | Ана Савич                | Каролина Йованович Наташа Зорич            | 6–1, 6–1              |
| Перемога  | 3.   | 9 червня 2007     | ITF Загреб, Хорватія              | Ґрунт      | Каролина Йованович       | Даниця Крстаїч Теодора Мирчич              | 0–6, 6–3, 6–4         |
| Поразка   | 4.   | 28 жовтня 2007    | ITF Подольськ, Росія              | Тверде (i) | Ніна Братчикова          | Василіса Давидова Родіонова Аріна Іванівна | 3–6, 0–6              |
| Поразка   | 5.   | 26 січня 2008     | ITF Каарст, Німеччина             | Килим (i)  | Неда Козич               | Хаєнне Евейк Даніелле Гармсен              | 4–6, 1–6              |
| Поразка   | 6.   | 22 червня 2008    | ITF Алкмар, Нідерланди            | Ґрунт      | Неда Козич               | Даніелле Гармсен Рене Рейнгард             | 2–6, 6–7(10–12)       |
| Поразка   | 7.   | 30 серпня 2008    | ITF Влардінген, Нідерланди        | Ґрунт      | Ірина Кузьміна           | Мервана Югич-Салкич Теодора Мирчич         | 1–6, 2–6              |
| Поразка   | 8.   | 20 вересня 2008   | ITF Мадрид, Іспанія               | Тверде     | Юлія Бейгельзимер        | Жюлі Куен Ірена Павлович                   | 3–6, 4–6              |
| Перемога  | 4.   | 24 жовтня 2008    | ITF Подольськ, Росія              | Килим (i)  | Леся Цуренко             | Іма Богуш Дар'я Кустова                    | 7–6(9–7), 1–6, [10–3] |
| Поразка   | 9.   | 15 листопада 2008 | ITF Мінськ, Білорусь              | Тверде (i) | Леся Цуренко             | Аліса Клейбанова Тетяна Пучек              | 1–6, 2–6              |
| Перемога  | 5.   | 21 листопада 2008 | ITF Астана, Казахстан             | Тверде (i) | Марина Мельникова        | Марина Шамайко Сопія Шапатава              | 6–1, 6–1              |
| Поразка   | 10.  | 7 березня 2009    | ITF Бухен, Німеччина              | Килим (i)  | Катерина Херт            | Сандра Мартинович Роміна Опранді           | 7–5, 5–7, [8–10]      |
| Поразка   | 11.  | 6 червня 2009     | ITF Сараєво, Боснія і Герцеговина | Ґрунт      | Юлія Калабіна            | Ганне Скак Єнсен Кароліна Косіньська       | 6–7(4–7), 2–6         |
| Перемога  | 6.   | 26 червня 2009    | ITF Гечо, Іспанія                 | Ґрунт      | Марія Кондратьєва        | Агустіна Лепоре Фредеріка Пієдаде          | 6–3, 6–1              |
| Поразка   | 12.  | 11 липня 2009     | ITF Загреб, Хорватія              | Ґрунт      | Олена Чалова             | Дарія Юрак Рената Ворачова                 | 2–6, 5–7              |